# Julian Cash
Julian Cash (* 29. August 1996 in Brighton) ist ein britischer Tennisspieler aus England.

## Karriere
Cash spielte bis 2014 auf der ITF Junior Tour. Dort konnte er mit Rang 68 seine höchste Notierung in der Jugend-Rangliste erreichen. Bei den Grand-Slam-Turnieren kam er nur in Wimbledon zum Einsatz, wo er zwischen 2012 und 2014 jeweils in den ersten Runden ausschied.
Nach seiner Zeit als Junior begann Cash ein Studium mit dem Schwerpunkt Management an der Mississippi State University, von der er nach einem Jahr an die Oklahoma State University wechselte. Dort spielte er auch College Tennis. 2018 machte er seinen Abschluss.
Bei den Profis spielte Cash in dieser Zeit nur selten. Seine ersten Turniere spielte er auf der drittklassigen ITF Future Tour. 2017 konnte er dort in sein erstes Finale einziehen; dasselbe gelang ihm im Doppel bis Ende 2018 ebenfalls. 2019 spielte er erstmals mehrere Turniere und konnte im Doppel drei Futures gewinnen. Nach einem Jahr Pause kamen 2021 vier weitere Titel dazu. im Einzel folgte sein zweiter Finaleinzug. 2022 spielte Cash erstmals regelmäßig Turniere und verbesserte sich enorm in der Tennisweltrangliste, wenn auch nur im Doppel. Sieben Turniere kamen auf der Future-Ebene dazu, zeitweise gewann Cash 17 Matches in Folge. Mitte des Jahres stand er so kurz vor den Top 300 der Rangliste. In der zweiten Jahreshälfte spielte er dann hauptsächlich auf der höherdotierten ATP Challenger Tour, wo er gleichermaßen erfolgreich war. Er gewann die Turniere in Surbiton, Ilkley, Granby, Columbus und Fairfield. Sein Partner bei fast alle Titeln war Henry Patten. Durch die Erfolge stand er Anfang Oktober kurz vor dem Einzug in die Top 100 im Doppel. Auf der ATP Tour kam er im Juni 2022 in Eastbourne zu seinem ersten Einsatz, wo er in der ersten Runde ausschied. Gleiches widerfuhr ihm bei seinem ersten Grand-Slam-Turnier in Wimbledon.

## Erfolge
| Legende (Anzahl der Siege) |
| Grand Slam (1)             |
| ATP Finals                 |
| ATP Tour Masters 1000 (1)  |
| ATP Tour 500 (3)           |
| ATP Tour 250 (4)           |
| ATP Challenger Tour (18)   |

| ATP-Titel nach Belag |
| Hartplatz (5)        |
| Sand (0)             |
| Rasen (4)            |

### Doppel

#### Turniersiege

##### ATP Tour
| Nr. | Datum            | Turnier      | Belag     | Partner         | Finalgegner                    | Ergebnis           |
| --- | ---------------- | ------------ | --------- | --------------- | ------------------------------ | ------------------ |
| 1.  | 19. Februar 2024 | Delray Beach | Hartplatz | Robert Galloway | Santiago González Neal Skupski | 5:7, 7:5, [10:2]   |
| 2.  | 29. Juni 2024    | Mallorca     | Rasen     | Robert Galloway | Diego Hidalgo Alejandro Tabilo | 6:4, 6:4           |
| 3.  | 1. Oktober 2024  | Tokio        | Hartplatz | Lloyd Glasspool | Ariel Behar Robert Galloway    | 6:4, 4:6, [12:10]  |
| 4.  | 5. Januar 2025   | Brisbane     | Hartplatz | Lloyd Glasspool | Jiří Lehečka Jakub Menšík      | 6:3, 6:72, [10:6]  |
| 5.  | 22. Februar 2025 | Doha         | Hartplatz | Lloyd Glasspool | Joe Salisbury Neal Skupski     | 6:3, 6:2           |
| 6.  | 22. Juni 2025    | London       | Rasen     | Lloyd Glasspool | Nikola Mektić Michael Venus    | 6:3, 6:75, [10:6]  |
| 7.  | 26. Juni 2025    | Eastbourne   | Rasen     | Lloyd Glasspool | Ariel Behar Joran Vliegen      | 6:4, 7:65          |
| 8.  | 12. Juli 2025    | Wimbledon    | Rasen     | Lloyd Glasspool | Rinky Hijikata David Pel       | 6:2, 7:63          |
| 9.  | 7. August 2025   | Toronto      | Hartplatz | Lloyd Glasspool | Joe Salisbury Neal Skupski     | 6:3, 6:75, [13:11] |

##### ATP Challenger Tour
| Nr. | Datum              | Turnier              | Belag         | Partner            | Finalgegner                                     | Ergebnis          |
| --- | ------------------ | -------------------- | ------------- | ------------------ | ----------------------------------------------- | ----------------- |
| 1.  | 4. Juni 2022       | Surbiton (1)         | Rasen         | Henry Patten       | Alexander Nedowessow Aisam-ul-Haq Qureshi       | 4:6, 6:3, [11:9]  |
| 2.  | 18. Juni 2022      | Ilkley               | Rasen         | Henry Patten       | Ramkumar Ramanathan John-Patrick Smith          | 7:5, 6:4          |
| 3.  | 27. August 2022    | Granby               | Hartplatz     | Henry Patten       | Jonathan Eysseric Artem Sitak                   | 6:3, 6:2          |
| 4.  | 24. September 2022 | Columbus             | Hartplatz (i) | Henry Patten       | Charles Broom Constantin Frantzen               | 6:2, 7:5          |
| 5.  | 15. Oktober 2022   | Fairfield            | Hartplatz     | Henry Patten       | Anirudh Chandrasekar N. Vijay Sundar Prashanth  | 6:3, 6:1          |
| 6.  | 29. Oktober 2022   | Las Vegas            | Hartplatz     | Henry Patten       | Constantin Frantzen Reese Stalder               | 6:4, 7:61         |
| 7.  | 5. November 2022   | Charlottesville      | Hartplatz (i) | Henry Patten       | Alex Lawson Artem Sitak                         | 6:2, 6:4          |
| 8.  | 19. November 2022  | Drummondville        | Hartplatz (i) | Henry Patten       | Arthur Fery Giles Hussey                        | 6:3, 6:3          |
| 9.  | 26. November 2022  | Andria               | Hartplatz (i) | Henry Patten       | Francesco Forti Marcello Serafini               | 6:73, 6:4, [10:4] |
| 10. | 3. Dezember 2022   | Maia                 | Sand (i)      | Henry Patten       | Nuno Borges Francisco Cabral                    | 6:3, 3:6, [10:8]  |
| 11. | 15. April 2023     | Sarasota             | Sand          | Henry Patten       | Guido Andreozzi Guillermo Durán                 | 7:64, 6:4         |
| 12. | 8. Oktober 2023    | Mouilleron-le-Captif | Hartplatz (i) | Robert Galloway    | Maxime Cressy Otto Virtanen                     | 6:4, 5:7, [12:10] |
| 13. | 14. Oktober 2023   | Málaga               | Hartplatz     | Robert Galloway    | Andrew Harris John-Patrick Smith                | 7:5, 6:2          |
| 14. | 29. Oktober 2023   | Brest                | Hartplatz (i) | Yuki Bhambri       | Robert Galloway Albano Olivetti                 | 6:75, 6:3, [10:5] |
| 15. | 18. November 2023  | Danderyd             | Hartplatz (i) | Bart Stevens       | Jeevan Nedunchezhiyan N. Vijay Sundar Prashanth | 6:77, 6:4, [10:7] |
| 16. | 19. Mai 2024       | Bordeaux             | Sand          | Robert Galloway    | Quentin Halys Nicolas Mahut                     | 6:3, 7:62         |
| 17. | 8. Juni 2024       | Surbiton (2)         | Rasen         | Robert Galloway    | Nicolás Barrientos Diego Hidalgo                | 6:4, 6:4          |
| 18. | 2. November 2024   | Bratislava           | Hartplatz (i) | Nicolás Barrientos | André Göransson Sem Verbeek                     | 6:3, 6:4          |

#### Finalteilnahmen
| Nr. | Datum             | Turnier          | Belag         | Partner         | Finalgegner                          | Ergebnis          |
| --- | ----------------- | ---------------- | ------------- | --------------- | ------------------------------------ | ----------------- |
| 1.  | 9. April 2023     | Houston          | Sand          | Henry Patten    | Max Purcell Jordan Thompson          | 6:4, 4:6, [5:10]  |
| 2.  | 22. Oktober 2023  | Stockholm        | Hartplatz (i) | Yuki Bhambri    | Andrei Golubew Denys Moltschanow     | 6:78, 2:6         |
| 3.  | 11. November 2023 | Sofia            | Hartplatz (i) | Nikola Mektić   | Gonzalo Escobar Alexander Nedowessow | 3:6, 6:3, [11:13] |
| 4.  | 16. Juni 2024     | Stuttgart        | Rasen         | Robert Galloway | Rafael Matos Marcelo Melo            | 6:3, 3:6, [8:10]  |
| 5.  | 24. August 2024   | Winston-Salem    | Hartplatz     | Robert Galloway | Nathaniel Lammons Jackson Withrow    | 4:6, 3:6          |
| 6.  | 30. März 2025     | Miami            | Hartplatz     | Lloyd Glasspool | Marcelo Arévalo Mate Pavić           | 6:73, 3:6         |
| 7.  | 13. April 2025    | Monte Carlo      | Sand          | Lloyd Glasspool | Romain Arneodo Manuel Guinard        | 6:1, 6:78, [8:10] |
| 8.  | 15. Juni 2025     | ’s-Hertogenbosch | Rasen         | Lloyd Glasspool | Matthew Ebden Jordan Thompson        | 4:6, 6:3, [7:10]  |